# Cloud NAS
雲端網路附加儲存（英語：Cloud Network Attached Storage），是一種網路附加儲存的類型，它可以用於公有雲或私有雲上，解決目前使用中的雲端平台無法提供檔案管理及彈性共享等需求，與網路附加儲存不同的地方是，它不需要真的有一台實體的裝置。

## 外部連結
- QuTScloud
- SoftNAS（页面存档备份，存于）